# 雷納姆森特 (麻薩諸塞州)
雷納姆森特（英語：Raynham Center）是位於美國麻薩諸塞州布里斯托縣的一個普查規定居民點。

## 人口
根據2020年美國人口普查的數據，雷納姆森特的面積為11.25平方千米，當中陸地面積為10.92平方千米，而水域面積為0.33平方千米。當地共有人口4365人，而人口密度為每平方千米388人。